# Enginyeria biològica
L'enginyeria biològica o la bioenginyeria (incloent l'enginyeria de sistemes biològics) és la branca de l'enginyeria que estudia els processos moleculars per dissenyar, sostenir i analitzar sistemes biològics. L'Enginyeria biològica està relacionada amb la medicina i amb l'enginyeria agrícola. Atès que altres disciplines de l'enginyeria estudien els organismes vius, aquest terme també està molt relacionat amb l'enginyeria d'aliments i la biotecnologia. A diferència dels biòlegs, els enginyers biològics volen imitar els sistemes biològics per a crear productes o modificar els sistemes biològiques per reemplaçar, augmentar o conservar alguns processos químics i mecànics.
L'enginyeria biològica aplica els conceptes i els mètodes de la biologia (i de manera secundària de la física, química, matemàtica, i ciència de les computadores) per resoldre problemes del món real relacionats amb les ciències de la vida i de la seva aplicació usant l'enginyeria analítica i metodologies sintètiques. L'enginyeria biològica usa principalment la biologia molecular per estudiar aplicacions avançades als organismes vius.
La diferenciació entre enginyeria biològica s'ensolapa amb l'enginyeria biomèdica i moltes universitat utilitzen els termes "bioenginyeria" i "enginyeria biomèdica" de manera intercanviable. Els enginyers biològics se centren a aplicar la biologia, però no necessàriament en usos mèdics.
Una aplicació especialment important és l'anàlisi i solució cost-efectivitat dels problemes relacionats amb la salut humana, però el seu camp és més general que això. Per exemple, la biomimètica és una branca de l'enginyeria biològica que cerca estructures i funcions d'organismes vius que puguin ser usats com a models per al disseny i l'enginyeria de materials i de màquines. D'altra banda la biologia de sistemes cerca utilitzar la familiaritat dels enginyers amb sistemes artificials complexos, per facilitar el reconeixement de l'estructura, funció i mètode d'operació precís de sistemes biològics complexos.

### Cronologia[2]
- 11.000 A.C. els humans prehistòrics dissenyen sistemes de fermentació biològica de cerveses.
- 950 A.C. s'enterra la pròtesi d'un dit amb una mòmia egípcia.
- 700 A.C. els etruscs fabriquen dentadures falses.
- 1.000 a l'edat mitjana s'extreu tint blau de l'anyil a escala industrial.
- 1885 es crea a Alemanya un prototipus de màquina de cor-pulmó.
- 1941 George de Mestral idea el velcro en veure com les espines s'adherien al pelatge del seu gos.
- 1943 primeres màquines de diàlisi renal.
- 1954 Heinz Wolff[3] encunya el terme 'bioenginyeria' a l'Institut Nacional d'Investigació Mèdica del Regne Unit.
- 1958 primer marcapassos cardíac implantable.
- 1963 es crea el Laboratori d'enginyeria Mèdica a l'Imperial College, Londres.
- 1966 es crea un programa d'enginyeria Biològica a la Universitat de Califòrnia, San Diego.
- 1972 primer cas d'Enginyeria Genètica amb transferència directa d'ADN d'un organisme a un altre.
- 1985 s'empra enginyeria de microfluids per crear el test d'embarassos Clearblue.
- 1997 cultiu de teixit en torn a una bastida biològica produeix al ratolí Vacanti.
- 2012 es llença el Tricorder XPRIZE per estimular el desenvolupament de la tecnologia de diagnòstic portàtil.
- 2017 es crea un braç biònic controlat pel pensament.
- 2019 es crea una fulla artificial a la Universitat de Illinois, Chicago.

## Principals camps de la bioenginyeria
- Enginyeria de bioprocés: Disseny de bioprocés, Biocatàlisi, Bioseparació, Bioinformàtica, Bioenergia
- Enginyeria genètica: Biologia sintètica, Transferència horitzontal de gen (Horizontal gene transfer).
- Enginyeria cel·lular: Enginyeria del teixit, Enginyeria metabòlica.
- Enginyeria biomèdica: Tecnologia biomèdica, Diagnòstic biomèdic, Teràpia biomèdica, Biomecànica, Biomaterials.
- Biomimètica.